# Edmond Cordier
Edmond Cordier, né le 13 novembre 1876 à Montignies-sur-Sambre (Charleroi) et mort à Auderghem, le 13 août 1955, est un médecin belge spécialiste en pédiatrie.

## Biographie
Edmond Cordier, né le 13 novembre 1876 à Montignies-sur-Sambre, est le fils d’Arthur Cordier et de Célestine Panier. Le 13 octobre 1902, il épouse Marguerite Parmentier, une parente d'Edmond Parmentier, l'entrepreneur qui a construit l'avenue de Tervueren et le boulevard du Souverain. De ce mariage naissent onze enfants ce qui explique leur emménagement au Château Valduc en 1918.
Il fait ses études de médecine à l’Université Catholique de Louvain. Cordier est médecin de la crèche d’Etterbeek et consulte à la Policlinique Centrale de Bruxelles, où il ouvre en 1902 une salle d’orthopédie pour le traitement des déviations de la taille.
Passionné des maladies des enfants, il fonde en 1905 l'Institut de Puériculture, dénommé l’Institut des Couveuses d’Enfants, desservi par les Filles de la Sagesse, qui en assureront la direction à partir de 1907.
En 1907, il publie les Annales de l’Institut de Puériculture de Bruxelles. 
Le 23 octobre 1909, un nouvel institut est inauguré près du Parc de Woluwe sur un plateau dominant l’avenue de Tervueren. En 1910, l’Institut obtient une médaille d’or à l’Exposition d’Hygiène Infantile à Anvers ainsi qu'à l’Exposition Internationale de Bruxelles.
Edmond Cordier se révèle aussi visionnaire et invente la couveuse portative, brevetée en Belgique et à l’étranger. 
Il est membre fondateur en 1914 de la Ligue Nationale Belge pour la protection de l’enfance du premier âge, ancêtre de l’œuvre Nationale de l’Enfance créée à l’issue de la guerre 14-18. Il ouvre à l’Institut une section de médecine et d’orthopédie, pour les enfants atteints de malformations congénitales.
Pendant la Première Guerre mondiale, l’Institut s'étend au service des rachitiques. En août 1918, le Comité National y installe la Colonie orthopédique de Woluwe-Saint-Pierre.
Le 13 août 1955, Edmond Cordier meurt à Auderghem. Il reçoit des funérailles à l'église Saint-Julien d'Auderghem et est inhumé au cimetière d'Auderghem. 

## Hommage
Le 2 décembre 1960, la commune d'Auderghem baptise l'« Avenue docteur Edmond Cordier » pour perpétuer sa mémoire.